# Pachycondyla pallida
Pachycondyla pallida är en myrart som först beskrevs av Smith 1858.  Pachycondyla pallida ingår i släktet Pachycondyla och familjen myror. Inga underarter finns listade i Catalogue of Life.